# Mohamed Fares
Mohamed Salim Fares (Aubervilliers, 15 febbraio 1996) è un calciatore francese naturalizzato algerino, difensore o centrocampista della Lazio.

## Caratteristiche tecniche
Giocatore mancino e molto duttile tatticamente, è dotato di una buona capacità di corsa, associata ad un'ottima resistenza fisica. Può ricoprire tutti i ruoli di fascia sinistra: terzino, esterno e ala.
Nella stagione 2015-2016 il suo ex allenatore Luigi Delneri grazie alla sua velocità, lo ha schierato spesso da terzino sinistro, per poterlo tuttavia sfruttare nella fase offensiva, così da effettuare cross ed assist ai compagni. Dalla stagione 2017-2018 l'allenatore Fabio Pecchia lo schiera spesso come terzino difensivo o esterno di fascia sinistra a centrocampo. Nella stagione 2018-2019 il tecnico della SPAL Leonardo Semplici utilizza l’algerino quasi esclusivamente come esterno sinistro del centrocampo a cinque, così come verrà usato anche da Simone Inzaghi nella Lazio.

## Carriera

### Club

#### Bordeaux e Verona
Svincolatosi dal Bordeaux nell'estate del 2012, passa al L.R. Vicenza che, inserendolo come contropartita per il prestito di Valeri Božinov, lo cede a sua volta al Verona. Con le giovanili gialloblu conquista il Torneo Città di Arco, segnando due gol nella partita d'esordio contro la Reggina.
Il 10 maggio 2014 viene convocato per la prima volta in assoluto dal tecnico Andrea Mandorlini, per la partita casalinga contro l'Udinese terminata col punteggio di 2-2, tuttavia però senza mai scendere in campo. Esordisce ufficialmente in Serie A il 14 dicembre 2014, nella partita Udinese-Verona 1-2, subentrando all'89' ad Agostini. Nel febbraio 2015 è tra i protagonisti del secondo posto ottenuto dalla Primavera del Verona al Torneo di Viareggio, dove segna un gol nella semifinale contro la Fiorentina. All'inizio della stagione 2015-2016 si frattura il perone, ed è costretto a rimanere fermo per più di 3 mesi. Il 29 novembre 2017 nel derby di Coppa Italia contro il Chievo, realizza la rete del momentaneo 1-1, la sua prima rete in maglia scaligera.

#### SPAL
Il 18 giugno 2018 passa in prestito alla SPAL. Il 27 gennaio 2019 segna la sua prima marcatura in massima serie, firmando il gol del definitivo 3-2 in casa del Parma. Va nuovamente a segno il 17 marzo nel successo per 2-1 contro la Roma. Colleziona in tutto 36 presenze e 3 gol per poi essere riscattato il 1º luglio 2019. Il 19 agosto seguente viene operato, dopo aver riportato la lesione del legamento crociato anteriore del ginocchio sinistro nel corso dell'amichevole con il Cesena dell'8 agosto. Torna in campo il 22 febbraio 2020 contro la Juventus, nella sconfitta per 1-2 della compagine ferrarese. In stagione trova poco spazio anche a causa di un infortunio alla coscia subito il 1º luglio nel 2-2 contro il Milan.

#### Lazio e prestiti in Italia e in Grecia
Il 1º ottobre 2020 viene acquistato dalla Lazio. Esordisce in maglia biancoceleste nella sfida della terza giornata di Serie A contro l'Inter, terminata 1-1, subentrando al minuto 34 all'infortunato Adam Marušić. Da lì, anche a causa dell'infortunio di Senad Lulić, diventa titolare sulla fascia sinistra dei biancocelesti, anche per causa dell'arretramento di Adam Marušić da esterno a terzo di difesa, salvo poi perdere il posto successivamente anche a causa di un rendimento non all'altezza. In tutto sono 29 le presenze messe insieme in stagione.
Il 31 agosto 2021 viene ceduto al Genoa in prestito con diritto di riscatto. Il 12 settembre, giorno del debutto in rossoblu, mette a segno la sua prima doppietta in Serie A nella vittoria per 2-3 in rimonta in casa del Cagliari.
Poco utilizzato dal nuovo allenatore Andrij Ševčenko al ritorno dopo un infortunio, il 14 gennaio 2022 viene ceduto al Torino in prestito con diritto di riscatto. Tuttavia, la sua stagione termina appena quattro giorni dopo, a causa di un infortunio al legamento crociato del ginocchio, rimediato in allenamento. A fine stagione, lascia i granata per tornare a Roma, senza aver mai disputato incontri ufficiali in maglia granata.
Mai rientrato nei piani dell'allenatore Maurizio Sarri, il 6 settembre 2023 Fares viene ceduto in prestito secco al Brescia, in Serie B, fino al termine della stagione. Il 16 settembre, in Lecco-Brescia (0-2), torna a disputare un incontro ufficiale a distanza di quasi due anni dall'ultima volta.
Rientrato alla Lazio a fine stagione, il 20 agosto 2024 Fares si trasferisce nuovamente in prestito, questa volta al Panserraïkos, nella massima serie greca.

### Nazionale
Nel settembre 2017 viene convocato per la prima volta dalla nazionale algerina. Esordisce il 7 ottobre nella partita valida per le qualificazione al Mondiale 2018 contro il Camerun, giocando da titolare. Nel 2019 viene convocato per la Coppa delle nazioni africane 2019, disputando due partite della fase a gironi. Il 19 luglio, pur senza giocare la finale contro il Senegal, si laurea campione grazie alla vittoria dei suoi compagni per 1-0.

## Statistiche

### Presenze e reti nei club
Statistiche aggiornate al 23 aprile 2024.
| Stagione        | Squadra         | Campionato      | Campionato | Campionato | Coppe nazionali | Coppe nazionali | Coppe nazionali | Coppe continentali | Coppe continentali | Coppe continentali | altre Coppe | altre Coppe | altre Coppe | Totale | Totale |
| Stagione        | Squadra         | Comp            | Pres       | Reti       | Comp            | Pres            | Reti            | Comp               | Pres               | Reti               | Comp        | Pres        | Reti        | Pres   | Reti   |
| --------------- | --------------- | --------------- | ---------- | ---------- | --------------- | --------------- | --------------- | ------------------ | ------------------ | ------------------ | ----------- | ----------- | ----------- | ------ | ------ |
| 2014-2015       | Verona          | A               | 1          | 0          | CI              | 1               | 0               | -                  | -                  | -                  | -           | -           | -           | 2      | 0      |
| 2015-2016       | Verona          | A               | 11         | 0          | CI              | 1               | 0               | -                  | -                  | -                  | -           | -           | -           | 12     | 0      |
| 2016-2017       | Verona          | B               | 14         | 0          | CI              | 3               | 0               | -                  | -                  | -                  | -           | -           | -           | 17     | 0      |
| 2017-2018       | Verona          | A               | 30         | 0          | CI              | 3               | 1               | -                  | -                  | -                  | -           | -           | -           | 33     | 1      |
| Totale Verona   | Totale Verona   | Totale Verona   | 56         | 0          |                 | 8               | 1               |                    | -                  | -                  |             | -           | -           | 64     | 1      |
| 2018-2019       | SPAL            | A               | 35         | 3          | CI              | 1               | 0               | -                  | -                  | -                  | -           | -           | -           | 36     | 3      |
| 2019-2020       | SPAL            | A               | 8          | 0          | CI              | 0               | 0               | -                  | -                  | -                  | -           | -           | -           | 8      | 0      |
| Totale SPAL     | Totale SPAL     | Totale SPAL     | 43         | 3          |                 | 1               | 0               |                    | -                  | -                  |             | -           | -           | 44     | 3      |
| 2020-2021       | Lazio           | A               | 21         | 0          | CI              | 2               | 0               | UCL                | 6                  | 0                  | -           | -           | -           | 29     | 0      |
| 2021-gen. 2022  | Genoa           | A               | 9          | 2          | CI              | 0               | 0               | -                  | -                  | -                  | -           | -           | -           | 9      | 2      |
| gen.-giu. 2022  | Torino          | A               | 0          | 0          | CI              | 0               | 0               | -                  | -                  | -                  | -           | -           | -           | 0      | 0      |
| 2022-2023       | Lazio           | A               | 0          | 0          | CI              | 0               | 0               | UEL+UECL           | 0                  | 0                  | -           | -           | -           | 0      | 0      |
| Totale Lazio    | Totale Lazio    | Totale Lazio    | 21         | 0          |                 | 2               | 0               |                    | 6                  | 0                  |             | -           | -           | 29     | 0      |
| 2023-2024       | Brescia         | B               | 16         | 0          | CI              | 0               | 0               | -                  | -                  | -                  | -           | -           | -           | 16     | 0      |
| Totale carriera | Totale carriera | Totale carriera | 145        | 5          |                 | 11              | 1               |                    | 6                  | 0                  |             | -           | -           | 162    | 6      |

### Cronologia presenze e reti in nazionale
| Cronologia completa delle presenze e delle reti in nazionale ― Algeria | Cronologia completa delle presenze e delle reti in nazionale ― Algeria | Cronologia completa delle presenze e delle reti in nazionale ― Algeria | Cronologia completa delle presenze e delle reti in nazionale ― Algeria | Cronologia completa delle presenze e delle reti in nazionale ― Algeria | Cronologia completa delle presenze e delle reti in nazionale ― Algeria | Cronologia completa delle presenze e delle reti in nazionale ― Algeria | Cronologia completa delle presenze e delle reti in nazionale ― Algeria |
| Data                                                                   | Città                                                                  | In casa                                                                | Risultato                                                              | Ospiti                                                                 | Competizione                                                           | Reti                                                                   | Note                                                                   |
| ---------------------------------------------------------------------- | ---------------------------------------------------------------------- | ---------------------------------------------------------------------- | ---------------------------------------------------------------------- | ---------------------------------------------------------------------- | ---------------------------------------------------------------------- | ---------------------------------------------------------------------- | ---------------------------------------------------------------------- |
| 7-10-2017                                                              | Yaoundé                                                                | Camerun                                                                | 2 – 0                                                                  | Algeria                                                                | Qual. Mondiali 2018                                                    | -                                                                      |                                                                        |
| 8-9-2018                                                               | Bakau                                                                  | Gambia                                                                 | 1 – 1                                                                  | Algeria                                                                | Qual. Coppa d'Africa 2019                                              | -                                                                      |                                                                        |
| 12-10-2018                                                             | Blida                                                                  | Algeria                                                                | 2 – 0                                                                  | Benin                                                                  | Qual. Coppa d'Africa 2019                                              | -                                                                      |                                                                        |
| 16-10-2018                                                             | Cotonou                                                                | Benin                                                                  | 1 – 0                                                                  | Algeria                                                                | Qual. Coppa d'Africa 2019                                              | -                                                                      |                                                                        |
| 22-3-2019                                                              | Blida                                                                  | Algeria                                                                | 1 – 1                                                                  | Gambia                                                                 | Qual. Coppa d'Africa 2019                                              | -                                                                      |                                                                        |
| 11-6-2019                                                              | Doha                                                                   | Algeria                                                                | 1 – 1                                                                  | Burundi                                                                | Amichevole                                                             | -                                                                      | 68’                                                                    |
| 16-6-2019                                                              | Doha                                                                   | Algeria                                                                | 3 – 2                                                                  | Mali                                                                   | Amichevole                                                             | -                                                                      | 75’                                                                    |
| 27-6-2019                                                              | Il Cairo                                                               | Senegal                                                                | 0 – 1                                                                  | Algeria                                                                | Coppa d'Africa 2019 - 1º turno                                         | -                                                                      | 80’                                                                    |
| 1-7-2019                                                               | Il Cairo                                                               | Tanzania                                                               | 0 – 3                                                                  | Algeria                                                                | Coppa d'Africa 2019 - 1º turno                                         | -                                                                      |                                                                        |
| 9-10-2020                                                              | Klagenfurt                                                             | Nigeria                                                                | 0 – 1                                                                  | Algeria                                                                | Amichevole                                                             | -                                                                      | 75’                                                                    |
| 8-10-2021                                                              | Blida                                                                  | Algeria                                                                | 6 – 1                                                                  | Niger                                                                  | Qual. Mondiali 2022                                                    | -                                                                      |                                                                        |
| 12-10-2021                                                             | Niamey                                                                 | Niger                                                                  | 0 – 4                                                                  | Algeria                                                                | Qual. Mondiali 2022                                                    | -                                                                      |                                                                        |
| Totale                                                                 |                                                                        | Presenze                                                               | 12                                                                     |                                                                        | Reti                                                                   | 0                                                                      |                                                                        |

## Palmarès

### Club
- Torneo Città di Arco: 1

Verona: 2013

### Nazionale
- Coppa d'Africa: 1

Egitto 2019